# Phrynoeme cucullata
Phrynoeme cucullata är en skalbaggsart som först beskrevs av Pierre Émile Gounelle 1913.  Phrynoeme cucullata ingår i släktet Phrynoeme och familjen långhorningar.
Artens utbredningsområde är Paraguay. Inga underarter finns listade i Catalogue of Life.